# Eric Van Herreweghe
Erik Van Herreweghe (1956) is een Vlaams acteur.
Van Herreweghe studeerde in 1979 af aan Studio Herman Teirlinck en was sindsdien actief in vele theatergezelschappen, waaronder TIE3, NTGent, Blauwe Maandag Compagnie, het Raamtheater, Victoria en Het Toneelhuis. Vanaf 1981 duikt hij ook op in vele televisiefilms en televisieseries.
Zijn hoofdrol als Patrick Cremer, de vader van Kaat in de televisiereeks Kaat & co, maakte hem bekend bij het grote publiek.